# Sistem cristalin triclinic

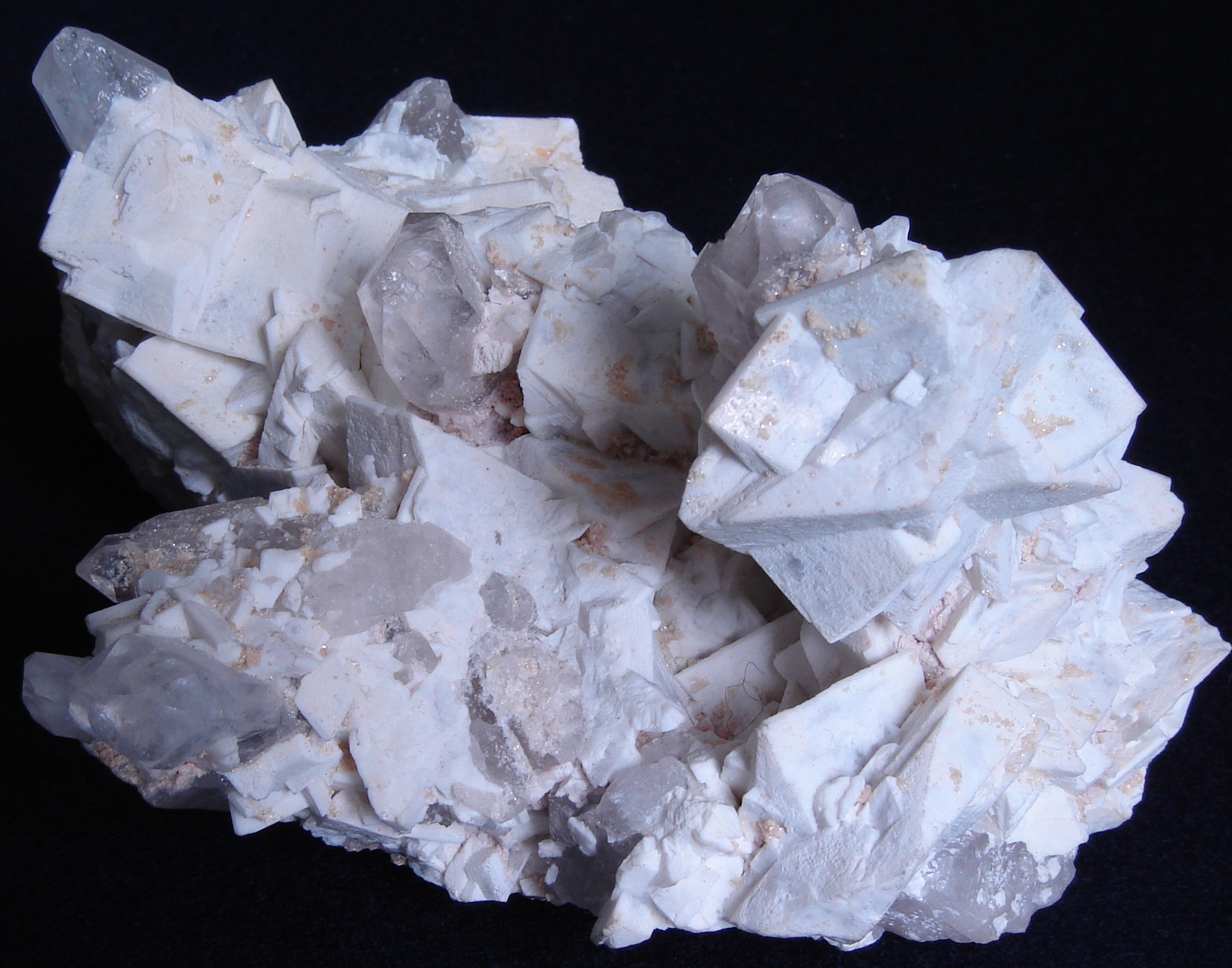
Un exemplu de mineral ce cristalizează în sistemul triclinic este microclinul

Sistemul triclinic (a ≠ b ≠ c și α ≠ β ≠ γ)

În cristalografie, sistemul cristalin triclinic (numit și anortic) este un sistem cristalin al cărui celulă elementară este foarte puțin simetrică. În acest sistem, cristalul este descris de vectori de lungimi egale, analog sistemului ortorombic. Niciuna dintre axe nu face unghi drept (de 90°) cu alta.

## Clase cristaline
Cristalele din sistemul triclinic se clasifică în alte două clase cristaline:
- Pedial
- Pinacoidal

## Exemple
Minerale care cristalizează în sistemul triclinic sunt: plagioclazul, microclinul, wolastonitul, rodonitul, turcoaza, etc.